# Zog-Mati

Vapen för Albaniens kungahus

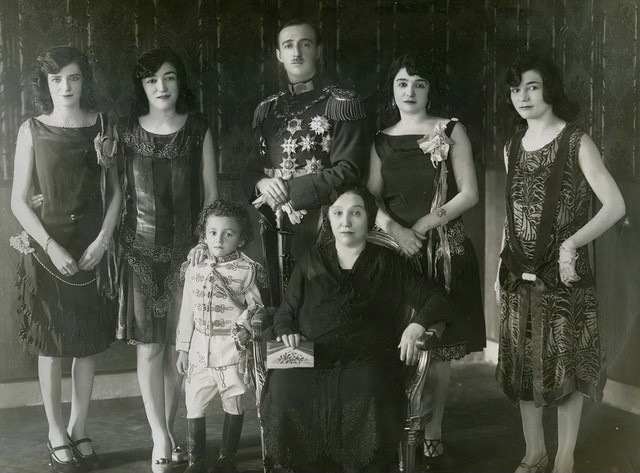
Husets medlemmar under 1920-talet.

Zog-Mati är ett furstehus i Albanien.
Husets kungahistoria är kort - kung Zog I och dennes son tronpretendenten Leka Zogu. Kungariket existerade 1928-1939.